# Andrea da Segni
Andrea dei conti di Segni, per questo chiamato anche de Comitibus, in latino, e Andrea Conti in italiano, noto anche come Andrea da Anagni, o da Segni (Anagni, 1240 – Piglio, 1º febbraio 1302) è stato un religioso italiano, francescano.

## Biografia
Andrea nacque nel 1240 nella famiglia di papa Alessandro IV: è certo che fosse un nipote di lui poiché le più antiche fonti francescane lo definiscono "nepos Domini Alexandri papae (quarti)", ma non è noto attraverso quale congiunto del pontefice: la tradizione che lo vuole figlio di Stefano, fratello di Alessandro, risalendo ad una biografia del beato scritta da Filippo Ciammaricone all'inizio del XVIII secolo, è troppo tardiva e il papa ebbe due fratelli, ma nessuno dei due si chiamava Stefano.
Andrea era consanguineus di papa Bonifacio VIII, ma non suo zio, come vuole una tradizione secondo cui risulta fratello di Emilia, madre di Bonifacio VIII: di questa gentildonna, appartenente alla famiglia Giffridi di Guarcino e discendente a sua volta, ma in linea femminile, dallo stesso ceppo familiare del beato, sono noti soltanto due fratelli, Benedetto, arcivescovo di Patrasso, e Pietro, padre del celebre cardinale Leonardo Patrasso. 
Dopo gli studi teologici, Andrea entrò nel convento francescano San Lorenzo di Piglio, ma, attratto dalla vita eremitica, chiese ed ottenne di vivere in solitudine in una grotta poco distante, sulle pendici del monte Scalambra.
Nella solitudine del suo eremo compose un trattato Sulla maternità della Santa Vergine (De partu Virginis), andato perduto.
Bonifacio VIII, che ad Andrea era legato da rapporti di consanguineità, avrebbe voluto nominarlo cardinale, ma Andrea rifiutò, perché preferiva restare nel romitorio in meditazione e preghiera. Padre Ernesto Piacentini, studioso del beato, ha ipotizzato che sia stato proprio Andrea ad ispirare al papa l'indizione del primo grande Giubileo, nel 1300
Il culto tributatogli sin dalla morte fu approvato da papa Innocenzo XIII, discendente della famiglia dei conti di Segni, l'11 dicembre 1724: la sua memoria è celebrata a Piglio il 1º febbraio e dai francescani il 3 febbraio.